# 樽井良和
樽井 良和（たるい よしかず、1967年8月8日 - ）は、日本の政治家、実業家。衆議院議員（1期）、参議院議員（1期）を歴任。

## 来歴
岡山県備前市生まれ。現在は東京都在住。同志社大学経済学部在学中に起業し、ゲームソフト販売会社やプロモーションビデオ制作会社、マンガ専門書店、たこ焼き屋を経営する。同志社大中退後、上京し、民主党衆議院議員の菅直人の秘書を務める。
2000年、第42回衆議院議員総選挙に岡山3区から民主党公認で立候補するが、当時通商産業大臣だった自由民主党の平沼赳夫に大差で敗れ、落選。2003年の第43回衆議院議員総選挙では大阪16区に国替えして立候補。大阪16区では公明党の北側一雄に敗れるが、重複立候補していた比例近畿ブロックで復活し、初当選を果たした。当選後は国のかたち研究会に所属。
2005年の第44回衆議院議員総選挙では、大阪16区で前回より得票数をのばしたが、約3万票差で北側一雄に敗れ、落選した。2007年の第21回参議院議員通常選挙にヤマト運輸労働組合の支援を受けて比例区から立候補したが、立候補者35人中26位で落選。
2011年1月、同年4月の統一地方選挙で行われる渋谷区長選挙に無所属で立候補する意向を表明し、民主党・減税日本の推薦を受けて立候補したが、現職の桑原敏武に敗れた。選挙結果は以下の通り。
※当日有権者数：168,344人 最終投票率：40.22%（前回比：0.38pts）
| 候補者名 | 年齢 | 所属党派 | 新旧別 | 得票数   | 得票率 | 推薦・支持             |
| -------- | ---- | -------- | ------ | -------- | ------ | ---------------------- |
| 桑原敏武 | 75   | 無所属   | 現     | 27,530票 | 42.43% | （推薦）自民・公明     |
| 矢部一   | 60   | 無所属   | 新     | 20,217票 | 31.16% |                        |
| 樽井良和 | 43   | 無所属   | 新     | 10,919票 | 16.85% | （推薦）民主・減税日本 |
| 大井一雄 | 57   | 無所属   | 新     | 6,120票  | 9.45%  | （推薦）共産           |

区長選落選後は、同年より婚活パーティー企画会社を始め、オタク向け婚活パーティーの『アイムシングル』や、性的少数者向けの『LGBTパートナーズ』などを運営。
2012年、比例区選出参議院議員だった今野東が第46回衆議院議員総選挙に民主党公認で宮城2区から立候補したため、参議院議員を退職。それに伴い樽井が繰り上げ当選し、7年ぶりに国政復帰を果たした。
2013年の第23回参院選では引き続き比例区から立候補し、どの組織からも推薦をうけず徹底したネット選挙を展開したが、民主党の比例区候補20人中最下位となり落選。
2017年10月の第48回衆議院議員総選挙に岡山5区から希望の党公認で立候補するも、自由民主党の加藤勝信に敗れ落選。
2019年10月、第49回衆議院議員総選挙に東京10区から国民民主党公認候補としての擁立が決定。2020年9月に結成された新・国民民主党においても引き続き同選挙区での公認内定を受けた。
しかし、2021年8月17日に国民民主党は立憲民主党との間で「非現職の選挙区調整も政権与党を利さないよう取り組む」などとした選挙協力方針に合意。翌18日に樽井は比例中国ブロック単独での立候補に変更となった。投開票の結果、国民民主党は中国ブロックで議席を獲得することができず、落選。
2022年2月24日、国民民主党が次期衆院選東京14区に樽井を擁立すると決定。同年6月15日には第26回参議院議員通常選挙の比例代表への擁立が発表された。同年7月10日の投開票の結果、国民民主党の候補者で7位の得票で落選。
2023年2月8日、区割りの変更に伴い国民民主党は次期衆院選において樽井を擁立する選挙区を新東京29区に変更すると発表した。
2024年10月27日投開票の第50回衆議院議員総選挙に前述の東京29区から立候補、投開票の結果、公明党前職の岡本三成らに敗れ、比例復活もならず落選。岡本、立憲民主党元職の木村剛司に次ぐ3位だった（惜敗率52.19%）。

## 選挙歴
| 当落 | 選挙                     | 執行日         | 年齢 | 選挙区           | 政党       | 得票数    | 得票率 | 定数 | 得票順位 /候補者数 | 政党内比例順位 /政党当選者数 |
| ---- | ------------------------ | -------------- | ---- | ---------------- | ---------- | --------- | ------ | ---- | ------------------ | ---------------------------- |
| 落   | 第42回衆議院議員総選挙   | 2000年6月25日  | 32   | 岡山県第3区      | 民主党     | 5万4994票 | 27.96% | 1    | 2/3                | /2                           |
| 比当 | 第43回衆議院議員総選挙   | 2003年11月9日  | 36   | 大阪府第16区     | 民主党     | 6万3867票 | 39.42% | 1    | 2/3                | 7/11                         |
| 落   | 第44回衆議院議員総選挙   | 2005年9月11日  | 38   | 大阪府第16区     | 民主党     | 7万48票   | 36.07% | 1    | 2/3                | /9                           |
| 繰当 | 第21回参議院議員通常選挙 | 2007年7月29日  | 39   | 参議院比例区     | 民主党     | 3万9927票 |        | 48   | /                  | 26/20                        |
| 落   | 2011年渋谷区長選挙       | 2011年4月24日  | 43   | ――               | 無所属     | 1万919票  | 16.85% | 1    | 3/4                | /                            |
| 落   | 第23回参議院議員通常選挙 | 2013年7月21日  | 45   | 参議院比例区     | 民主党     | 1万3178票 |        | 48   | /                  | 20/7                         |
| 落   | 第48回衆議院議員総選挙   | 2017年10月22日 | 50   | 岡山県第5区      | 希望の党   | 2万6901票 | 19.04% | 1    | 2/3                | 9/2                          |
| 落   | 第49回衆議院議員総選挙   | 2021年10月31日 | 54   | 比例中国ブロック | 国民民主党 |           |        | 11   | /                  | 1/0                          |
| 落   | 第26回参議院議員通常選挙 | 2022年7月10日  | 54   | 参議院比例区     | 国民民主党 | 1万6370票 |        | 48   | /                  | 7/3                          |
| 落   | 第50回衆議院議員総選挙   | 2024年10月27日 | 57   | 東京都第29区     | 国民民主党 | 3万1367票 | 17.3%  | 1    | 3/5                | 9/3                          |

## 政策・主張
- 受動喫煙防止を目的に飲食店等の建物内を原則禁煙とする健康増進法改正に賛成[18]。
- 表現の自由を守り、クリエイターが自由に創造できる環境を推進している。日本にエンターテイメントエリアを創り、世界に誇るコンテンツ大国を目指すと政策に上げている。

## 所属団体・議員連盟
- 格闘技振興議員連盟
- ゲーム・キャラクター・デジタルコンテンツ振興議員連盟（事務局長）
- 危機管理都市推進議員連盟（事務局次長）
- ホームエンタテイメント議員連盟（幹事）
- エンターテイメント立国推進協議会（会長）

## 著書
- 「直接民主制」（近代文芸社）1995年8月初版 ISBN 4773346035
- 「失敗する人の法則」（PHP研究所）2008年1月初版　ISBN 9784569697086

## 雑誌連載
- たるい良和のエンターテイメント立国（エンターブレイン『ファミ通』）